# Show de conformação

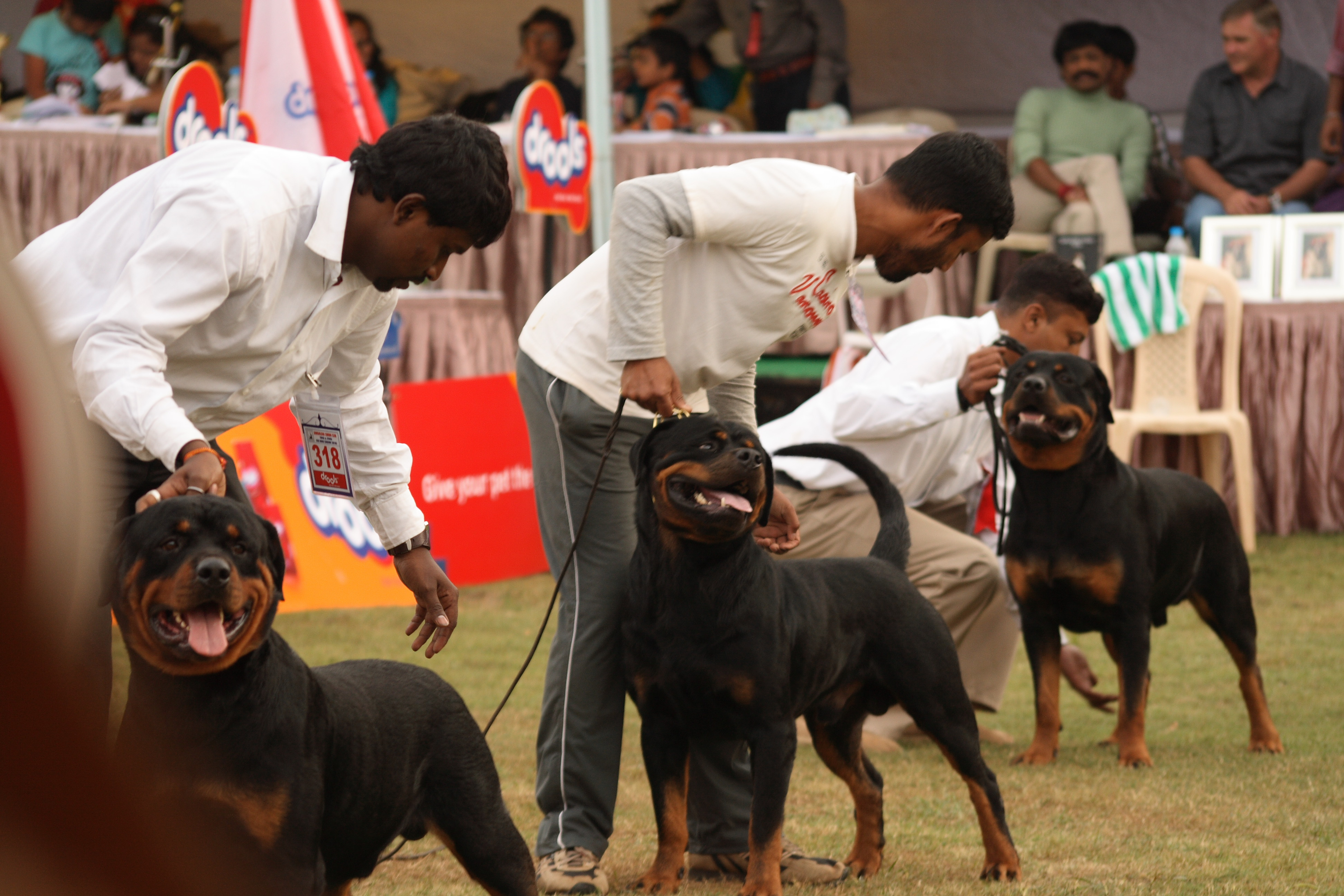
Cães da raça Rottweiler competindo em evento de prova de conformação

Um show de conformação, também referido como prova de conformação ou exposição de cães, é uma espécie de desfile canino competitivo, em que juízes familiarizados com uma determinada raça de cão avaliam indivíduos de raça pura para o quão bem estão em conformidade com o descrito no padrão oficial da respectiva raça, quanto à morfologia.

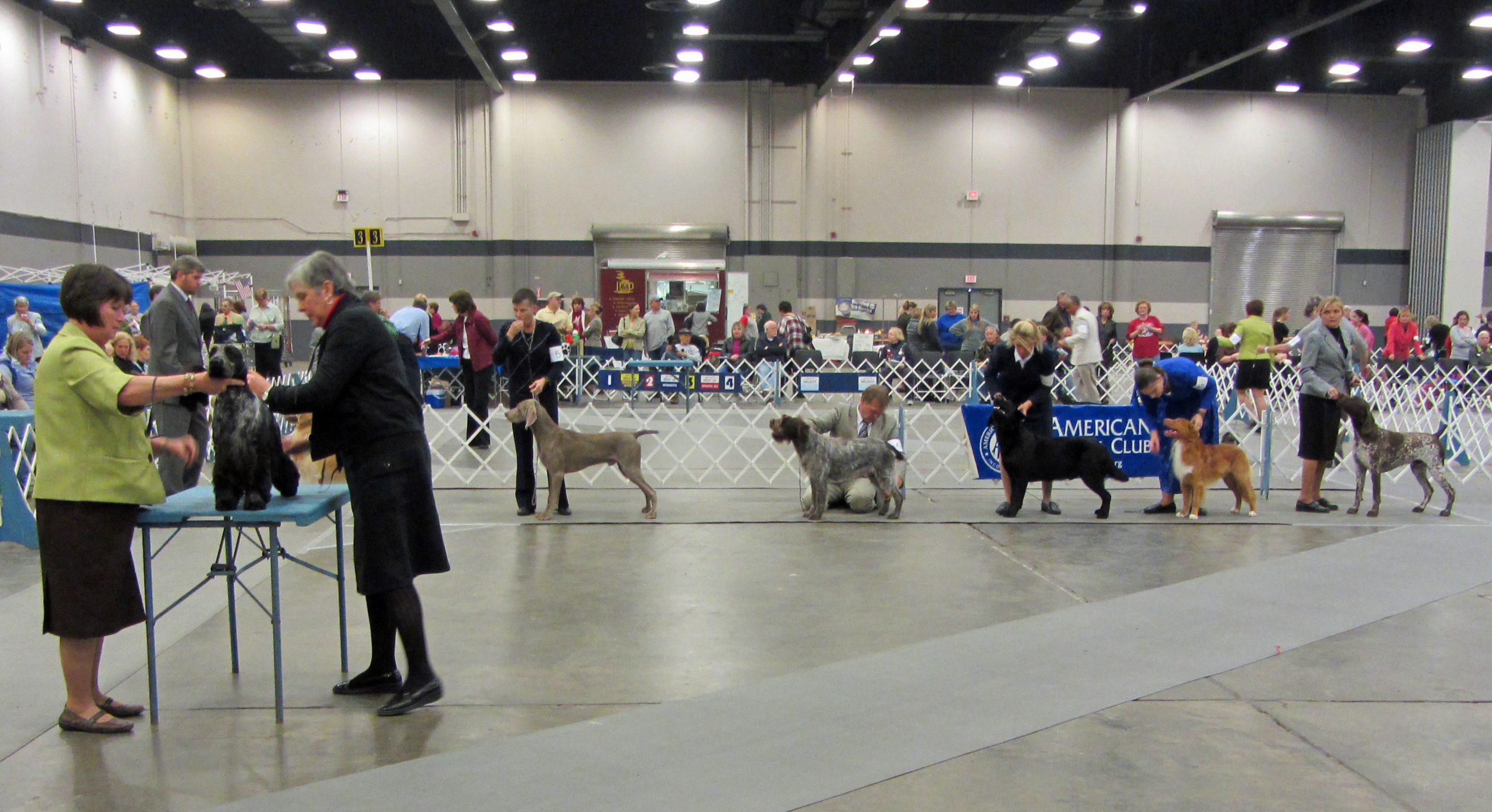
Show de conformação promovido pelo American Kennel Club

Tais shows são úteis para criadores como um meio de avaliação dos cães para fins de reprodução. Um campeonato de conformação promovido por um kennel clube nacional reconhecido, é geralmente considerado para objetivar a premiação, pois indica que o cão foi escolhido como um superior exemplar de sua raça por um número de juízes diferentes em algumas ocasiões separadas. Muitos criadores ainda consideram o campeonato um pré-requisito para a reprodução.
O primeiro show de conformação moderno foi realizado em Newcastle-upon-Tyne, Inglaterra, em junho de 1859, e as únicas raças inscritas foram cães pointers e setters.

## Julgamento

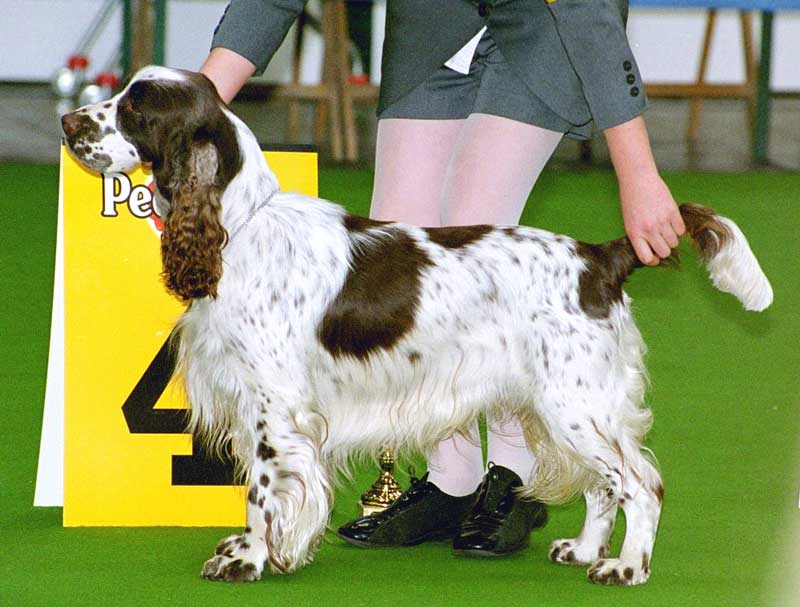
Handlers manipulam seus cães para julgamento, de modo que a sua postura seja perfeita quando o juiz os veem; isto é conhecido como hand stacking.

Um show de conformação canino não é uma comparação de um cão com o outro, mas uma comparação de cada cão com a imagem mental de cada juiz sobre o ideal da raça, conforme descrito no padrão da raça. Juízes de exposições caninas tentam identificar os cães que representam melhor o padrão de cada raça. Isso pode ser um desafio, porque alguns julgamentos devem, necessariamente, ser subjetivos. Como exemplo, o que exatamente implica uma "pelagem densa" ou uma "atitude alegre", as descrições encontradas nos padrões da raça, só pode ser aprendido através da experiência com a raça que tem aquele determinado requisito.
Os juízes geralmente são certificadas para julgar uma ou várias raças, geralmente no mesmo grupo, mas alguns juízes de "todas as raças" têm o treinamento e a experiência para julgar um grande número de raças.

## Vencedores
Cães competem no show de conformação para ganhar pontos ou certificação de títulos de campeão.

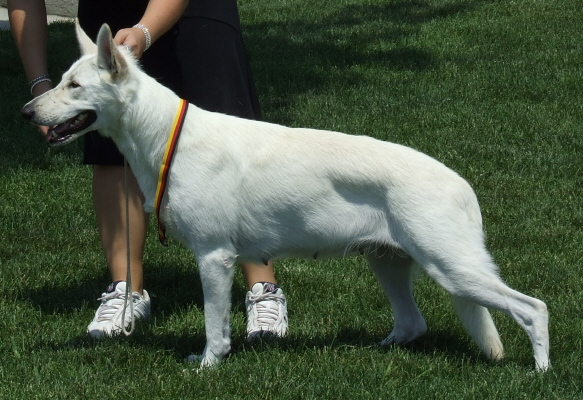
Cães também podem ser apresentados em pé livremente, no chamado "self stack" ou "free stack".

O sistema do The Kennel Club (do Reino Unido), que também é usado pelo Conselho do Kennel Nacional Australiano (Australian National Kennel Council) e em outros países, é considerado o mais difícil para ganhar um título. Em certos shows designados como Shows de campeonato, a cadela superior (top) e o cão macho de cada raça é premiado com um Certificado de Desafio (Challenge Certificate, CC), precisando de três CCs para se tornar um campeão. O número de CCs em oferta para cada raça é decidido pelo Kennel Club com antecedência, de modo que as oportunidades de ganhar um título são limitadas.

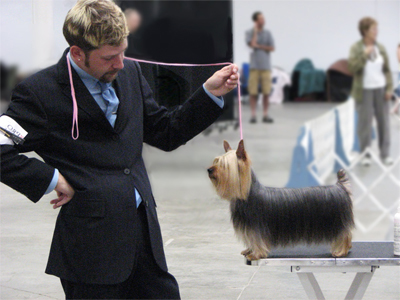
Esse handler prepara um Silky Terrier para ser apresentado.

Nos EUA e Canadá, a cada vez que um cão ganha em algum nível de um show, ele ganha pontos para o campeonato. O número de pontos varia, dependendo do nível de um show que a vitória ocorre, a quantidade de cães que são concorrentes, e se o show é um major (shows maiores) ou minor (shows menores). O número exato de pontos necessários para ganhar um campeonato varia dependendo do kennel clube que oferece o título.

A Federação Cinológica Internacional (FCI), patrocina shows internacionais que diferem de outros shows em que os cães primeiro recebem descrições escritas individuais de qualidades positivas e negativas do juiz, e somente cães com altas taxas passam a competir contra outros cães na classe. Um cão deve receber quatro Certificat d'Aptitude au Championnat Internacional de Beauté (CACIB) internacionais para se qualificar para o Campeonato; um deve ser vencido no país onde o cão vive, e pelo menos de dois em outros países sob, pelo menos, três juízes diferentes.

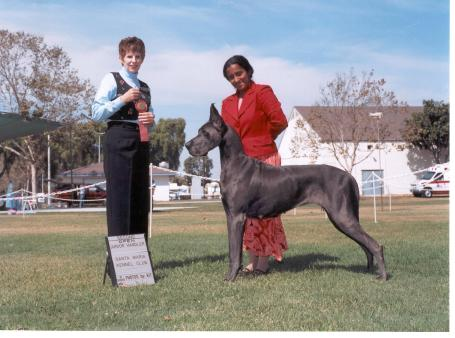
Cães vencedores são premiados pelo juiz.

Os cães competem em uma modelo hierárquico em cada show, onde os vencedores em níveis inferiores são progressivamente combinados para restringir os vencedores até a última rodada, onde o Best in Show é escolhido, normalmente, de entre os especiais, os cães que já tenham concluído os seus campeonatos e estão competindo para o grupo e vencedor do Best in show. No nível mais baixo, os cães são divididos por raça. Cada raça é dividida em classes com base no sexo e, às vezes, na idade. Machos (cães) são avaliados em primeiro lugar, em seguida, as fêmeas (cadelas). No próximo nível, eles são divididos por grupo. No final do nível, todos os cães competem juntos á frente de um especialmente treinado, juiz de todas as raças.

### Melhor da Raça

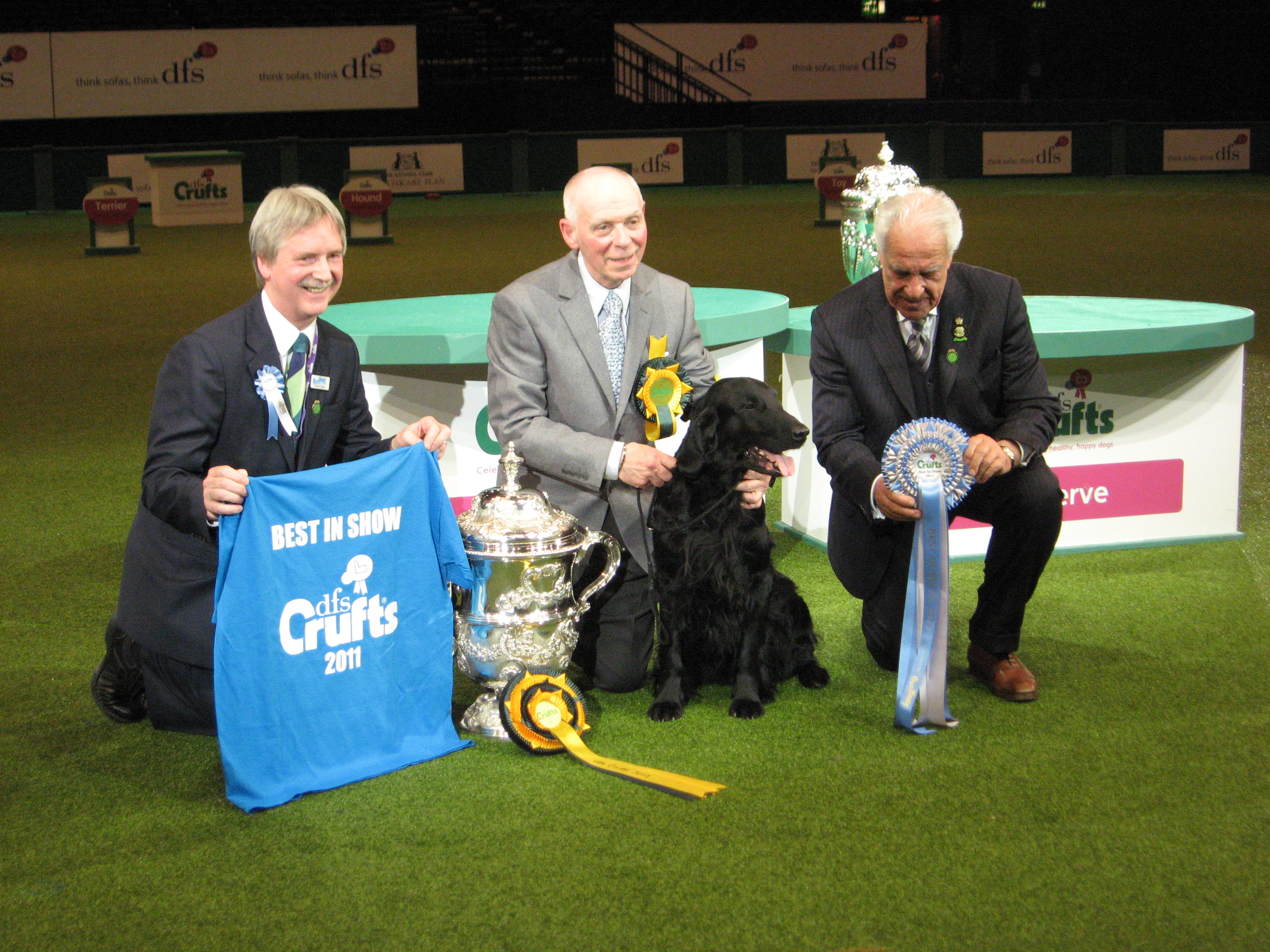
Premiação do Crufts 2011, Inglaterra

Melhor da Raça é o título dado ao cão que foi considerado o melhor exemplar representante da sua raça em um show de conformação. Cães competem de uma forma hierárquica em cada show, onde os vencedores em níveis inferiores competem uns contra os outros em níveis mais elevados, reduzindo os vencedores até a última rodada, onde o Best in Show é escolhido.
Alguns kennel clubes dividem algumas raças em variedades com base em características específicas (por exemplo, collies pode ser julgado nas variedades pelo duro e pelo liso), e o título correspondente é o Melhor de Variedade. No AKC show para todas as raças, por exemplo, a Melhor da Variedade e Melhor da Raça são títulos equivalentes, já que as variedades são julgadas um por vez, como se fossem raças separadas, e o vencedor de cada variedade passa a competir no arena do grupo contra os vencedores de outra variedade (bem como todas as outras raças em seu grupo). Nos shows de conformação especializados (só uma raça no show), no entanto, os vencedores do Melhor da Variedade poderão concorrer para o Melhor da Raça. O termo "Melhor da Raça ou Variedade" é muitas vezes utilizado para englobar ambos os títulos.
Cada raça ou variedade é dividida em classes com base no sexo e a idade. Cães (machos) são avaliados em primeiro lugar, em suas classes de idade. Dentro de uma raça, há filhotes (cães com menos de uma certa idade), machos jovens adultos (divididos por idade em júnior, limite (ou intermediário e aberto);as fêmeas (cadelas) têm as classes correspondentes. Em alguns eventos, geralmente de uma raça única, ou exposição especializada, pode existir uma classe baby (normalmente com menos de três meses de idade), que geralmente é contestada após as classes dos adultos como uma manobra para manter os espectadores interessados. Filhotes não são elegíveis para o Melhor da Raça e são julgados em grande medida por sua 'fofura', como jovens filhotes de muitas raças parecem muito semelhantes e a sua conformação o padrão da raça é mais provável que ainda não seja evidente.

## Shows prestigiados

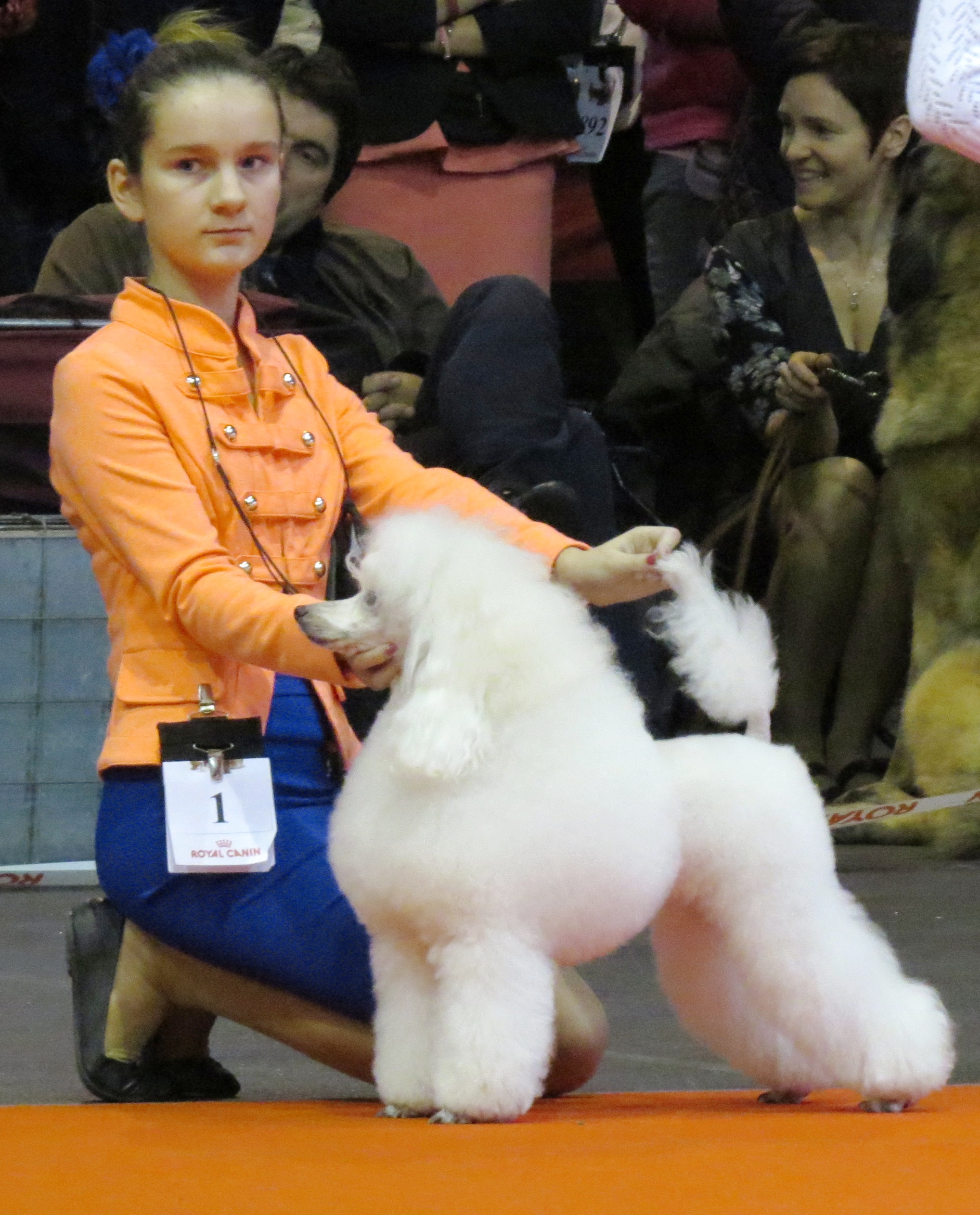
Poodle Toy em posição de stay em Riga, 2013

Exposições de cães realizam-se durante todo o ano em vários locais. Alguns são pequenos, shows locais, enquanto outros percorrem todo o país ou o mundo. Alguns shows são tão grandes que eles limitam o número de entradas apenas para cães que já ganharam o Campeonato. Portanto, a vitória de Melhor da Raça ou Best in Show pode elevar a reputação de um cão, um criador, ou um canil para o topo da lista da noite para o dia. Isso aumenta muito o preço dos filhotes de raça deste cão ou do canil de origem. 

### Crufts
No Reino Unido, o campeonato internacional Crufts foi realizado pela primeira vez em 1891. Desde o seu ano do centenário, em 1991, o show foi oficialmente reconhecido como o maior e mais prestigiado show de conformação de cães pelo Guinness Book of Records, com um total de 22991 cães inscritos sendo exibidos naquele ano. 22 964 cães foram expostos em 2008, 27 menos do que o recorde anterior. O Crufts é realizado ao longo de 4 dias, no Centro Nacional de Exposições (NEC) em Birmingham e é o maior evento anual realizado no local, com cerca de 160 000 pessoas visitantes em 2008. O vencedor recebe o título de "Best In Show" e recebe uma réplica do Troféu Memorial Keddall de prata maciça e um prêmio surpreendentemente pequeno em dinheiro no valor de 100 £ (libras).

### Shows americanos
A maior e mais prestigiada exposição de cães na América, é o Westminster Kennel Club Dog Show, fundado em 1877 e é realizado anualmente no Madison Square Garden, em Nova York. O show realizado em 2008 teve um total de entrada de 2 627 cães, tornando o evento esportivo o segundo maior continuamente mantido na América.
Os outros dois grandes shows americanos são o National Dog Show (que é televisionado no Dia de ação de Graças pela NBC, geralmente após a parada Macy's Thanksgiving Day) e o AKC/Eukanuba National Championship.

### Show mundial
O World Dog Show é patrocinado pela Federação Cinológica Internacional para campeonatos internacionais de conformação e outros esportes caninos. O local é escolhido entre os países membros. O show de 2008 foi realizado em Estocolmo, Suécia, o de 2009 em Bratislava, Eslováquia e o show de 2010 em Herning, na Dinamarca.

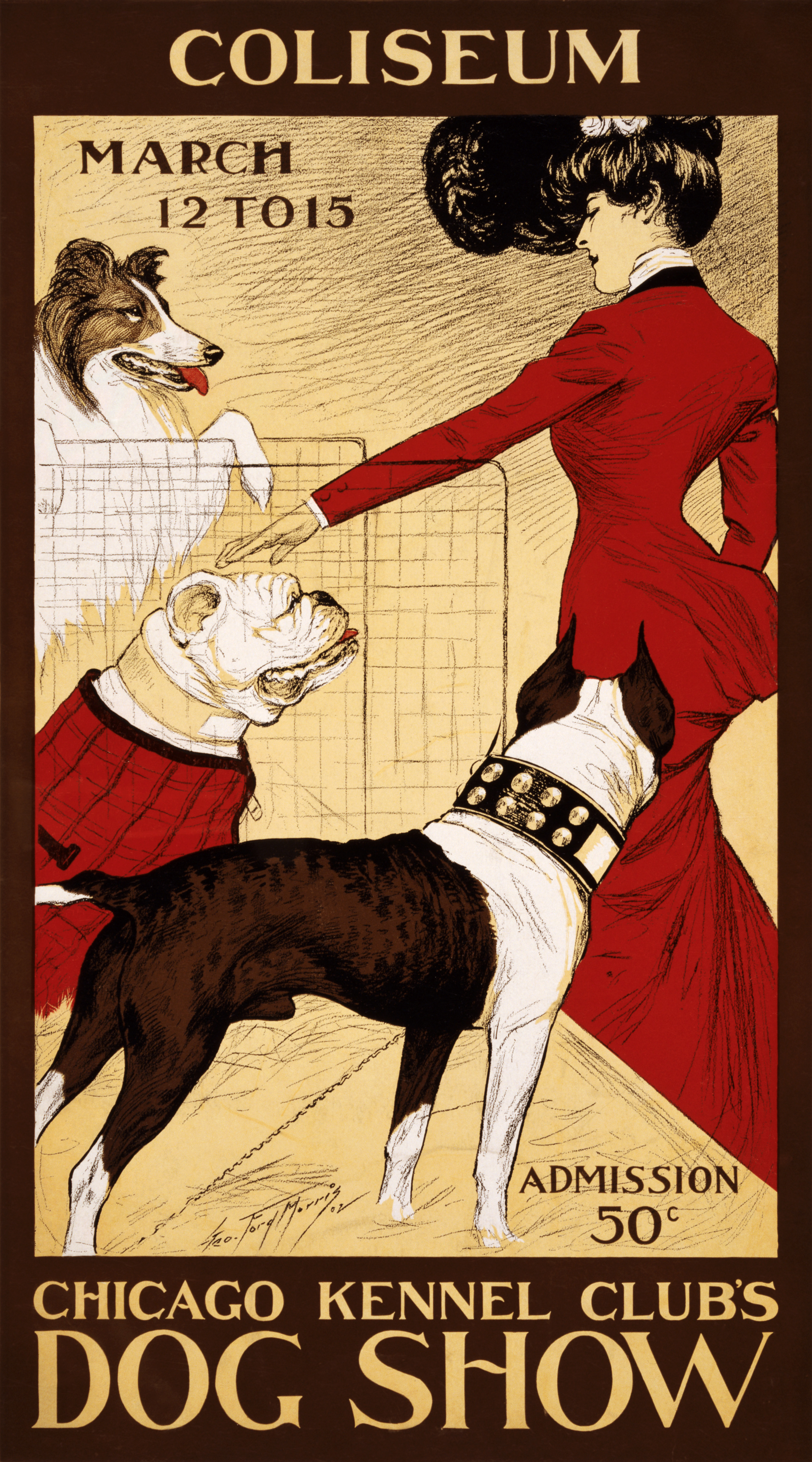
Um cartaz de um show de conformação em Chicago, 1902

## Críticismo

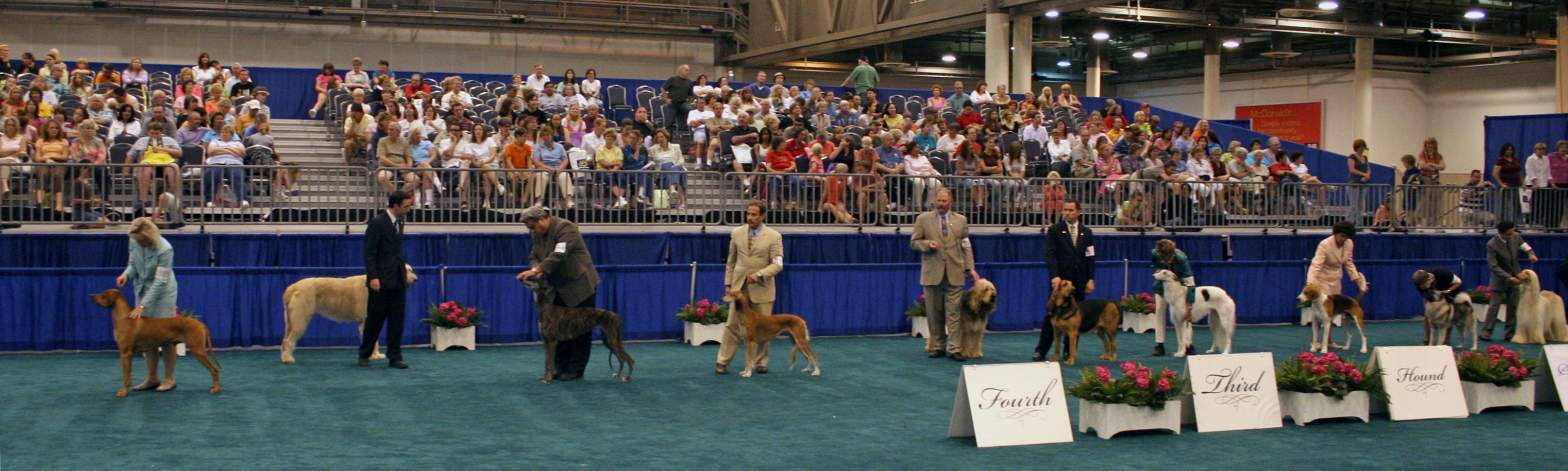
Parte do grupo hound do AKC em um show em Houston, Texas

A prática de criação de cães para shows de conformação tornou-se um assunto de intenso debate. Alguns críticos afirmam que os shows de conformação conduzem a seleção de criação de cães com base apenas na aparência e alto grau de consanguinidade, o que é visto por alguns como sendo prejudicial para as aptidões de trabalho, favorecendo traços físicos, em alguns casos, exagerados que prejudicam a saúde e, pior, como a promoção da eugenia.
Nos Estados Unidos alguns organizações cinófilas de cães de trabalho, tais como o Associação Americana do Collie e o Jack Russell Terrier Club of America, tem  colocado uma quantidade considerável de esforço na luta para manter as suas raças reconhecidas pelo AKC e alguns outros kennel clubes, como eles temem que a introdução de suas raças nos shows vão levar para a diminuição do número de cães de trabalho com qualidades adequadas.
Em agosto de 2008, a BBC1 televisou um documentário intitulado Segredos do Pedigree (Pedigree Dogs Exposed), que investigou o assunto de problemas de saúde que afetam cães de raça no Reino Unido, com uma ênfase especial sobre cães de raça selecionados para shows de beleza/conformação. O programa provocou uma resposta sem precedentes tanto do público e comunidade cinófila, com a generalização de críticas dirigidas ao Kennel Club. Uma vez transmitido, a BBC retirou a cobertura televisiva do show Crufts em 2009, com outros patrocinadores e parceiros que também retiraram o seu apoio, incluindo Pedigree Petfoods, a RSPCA, PDSA e o Dog's Trust. Em resposta ao programa, o The Kennel Club no Reino Unido anunciou a revisão de todos os padrões de raça, com o objetivo de longo prazo a ser para erradicar preocupações com problemas de saúde hereditários. Mais notavelmente, eles vão impor uma proibição da reprodução entre cães que estão intimamente aparentados, e impor maior fiscalização para evitar cães não-saudáveis de conquistar prêmios em exposições caninas.